# Sachiko Yamashita
Sachiko Yamashita (山下 佐知子, Yamashita Sachiko, née le 20 août 1964) est une athlète japonaise spécialiste du marathon.

## Carrière

### Palmarès
| Date | Compétition           | Lieu      | Résultat | Performance     |
| ---- | --------------------- | --------- | -------- | --------------- |
| 1991 | Marathon de Nagoya    | Nagoya    | 1re      | 2 h 31 min 02 s |
| 1991 | Championnats du monde | Tokyo     | 2e       | 2 h 29 min 57 s |
| 1992 | Jeux olympiques d'été | Barcelone | 4e       | 2 h 36 min 26 s |

### Records
| Épreuve | Performance     | Lieu  | Date         |
| ------- | --------------- | ----- | ------------ |
| 1991    | 2 h 29 min 57 s | Tokyo | 25 août 1991 |